# Osman Pasvanoglu

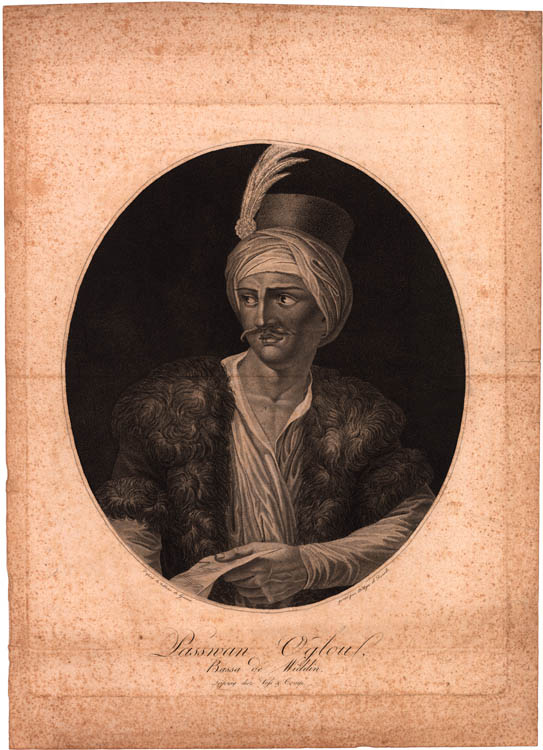
Osman Pasvanoglu

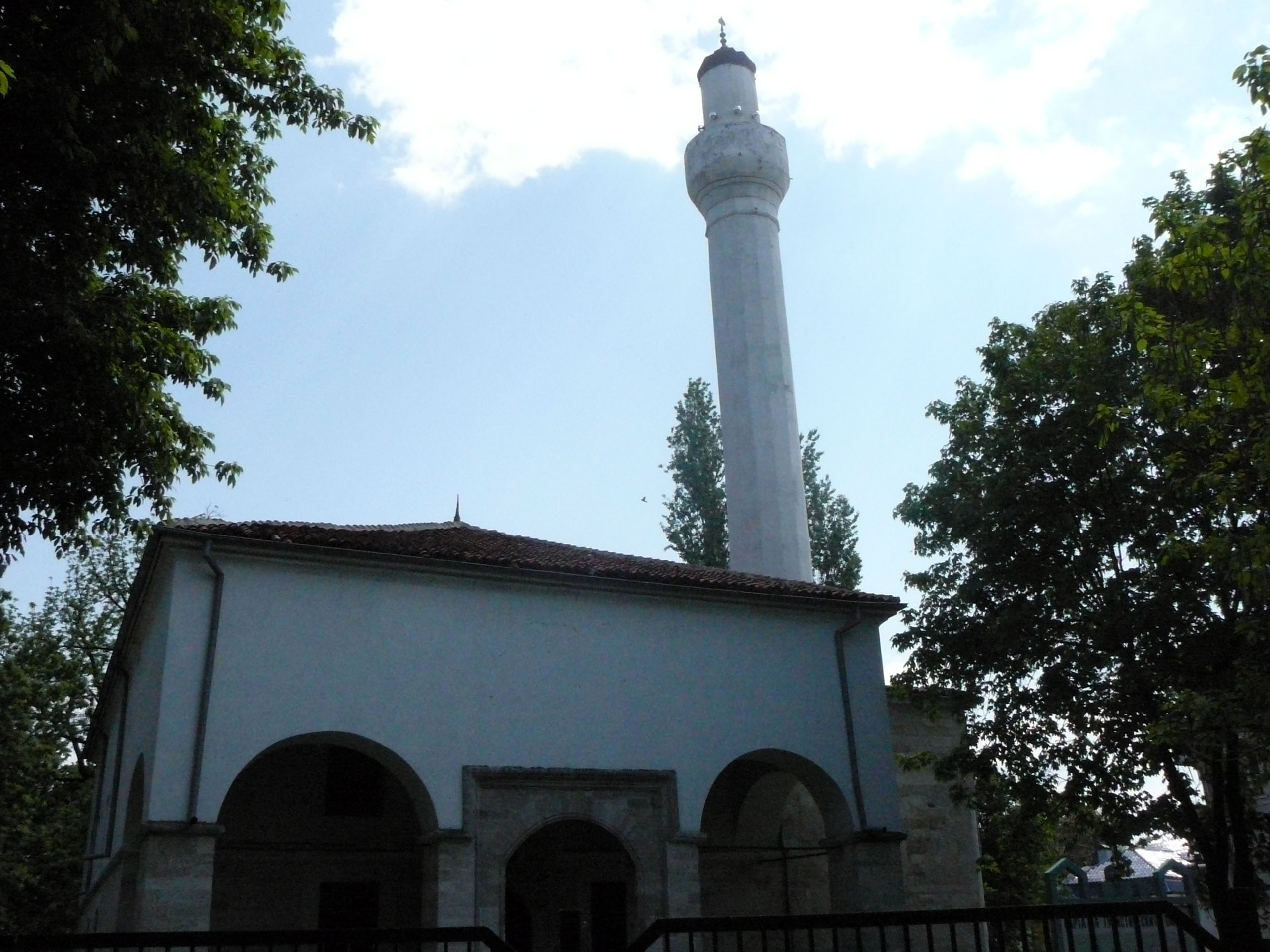
Meczet Pasvandoglu w Widyniu (stan obecny)

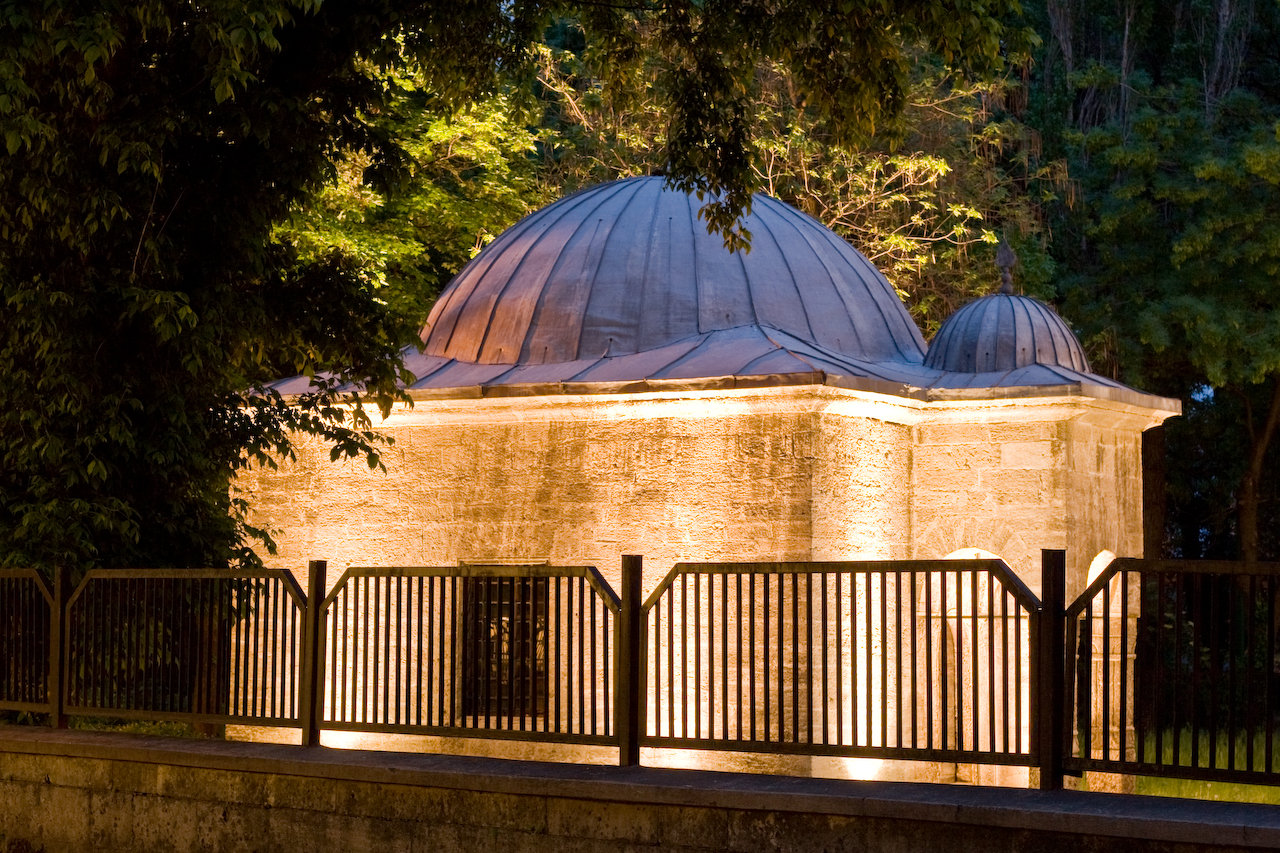
Biblioteka w Widyniu ufundowana przez Pasvanoglu

Osman Pasvanoglu, także Osman Paswan-Oglu, Pasvanoglu, Pazvan Oglu/Oğlu (ur. 1758, zm. 27 stycznia 1807 w Widyniu) – pasza Widynia, zbuntowany przeciw sułtanowi Selimowi III i dążący do utworzenia własnego państwa na obszarze dzisiejszej Bułgarii północnej. 

## Życiorys
Urodził się w 1758 roku we wpływowej rodzinie widyńskiej. Jego dziadek pochodził z Bośni, przez co niekiedy jest mylnie nazywany Bośniakiem. Jako janczar służył w wojskach wołoskiego hospodara Mikołaja Mavrogheniego.
Po zebraniu dużej armii najemników zbuntował się przeciwko władzy sułtana osmańskiego Selima III, opierając się na janczarach niezadowolonych z reform Selima. Opanował znaczne obszary Bałkanów. Działając jako niezależny władca na obszarze Bułgarii, wybijał własne monety i utrzymywał stosunki dyplomatyczne z innymi państwami (m.in. z Francją). Władał naddunajskimi terytoriami rozciągającymi się od Belgradu do Warny. W 1797 roku dokonał ataku na Belgrad. Tamtejszy pasza Hadżi Mustafa powołał do obrony prowincji 15-tysięczną milicję serbską i z jej pomocą wyparł wojska agresora. W 1798 roku Pasvanoglu został oblężony w Widyniu przez wojska wierne sułtanowi. Jednak inwazja wojsk Napoleona Bonaparte na turecki Egipt zmusiła sułtana do wygaszenia sytuacji konfliktowych na Bałkanach dla skupienia się na obronie tego terytorium. Zmuszony podpisać porozumienie z Pasvanoglu, uznał go za niezależnego paszę Widinia. Jako samodzielny wielkorządca podejmował liczne najazdy na pozostającą pod zwierzchnictwem tureckim Wołoszczyznę. W 1801 roku jego wojska doszczętnie zniszczyły miasto Krajowa. 